# Landwehr (Menden)
Landwehr liegt im Gebiet der nordrhein-westfälischen Stadt Menden (Sauerland).
Der Ortsteil liegt im Nordosten des Stadtgebietes. Vor der kommunalen Neugliederung am 1. Januar 1975 befand er sich im Norden der damaligen Stadt Menden (Sauerland).
Am 1. Juli 2017 hatte der „Ortsteil Landwehr“ 1173 Einwohner.